# 大甲区

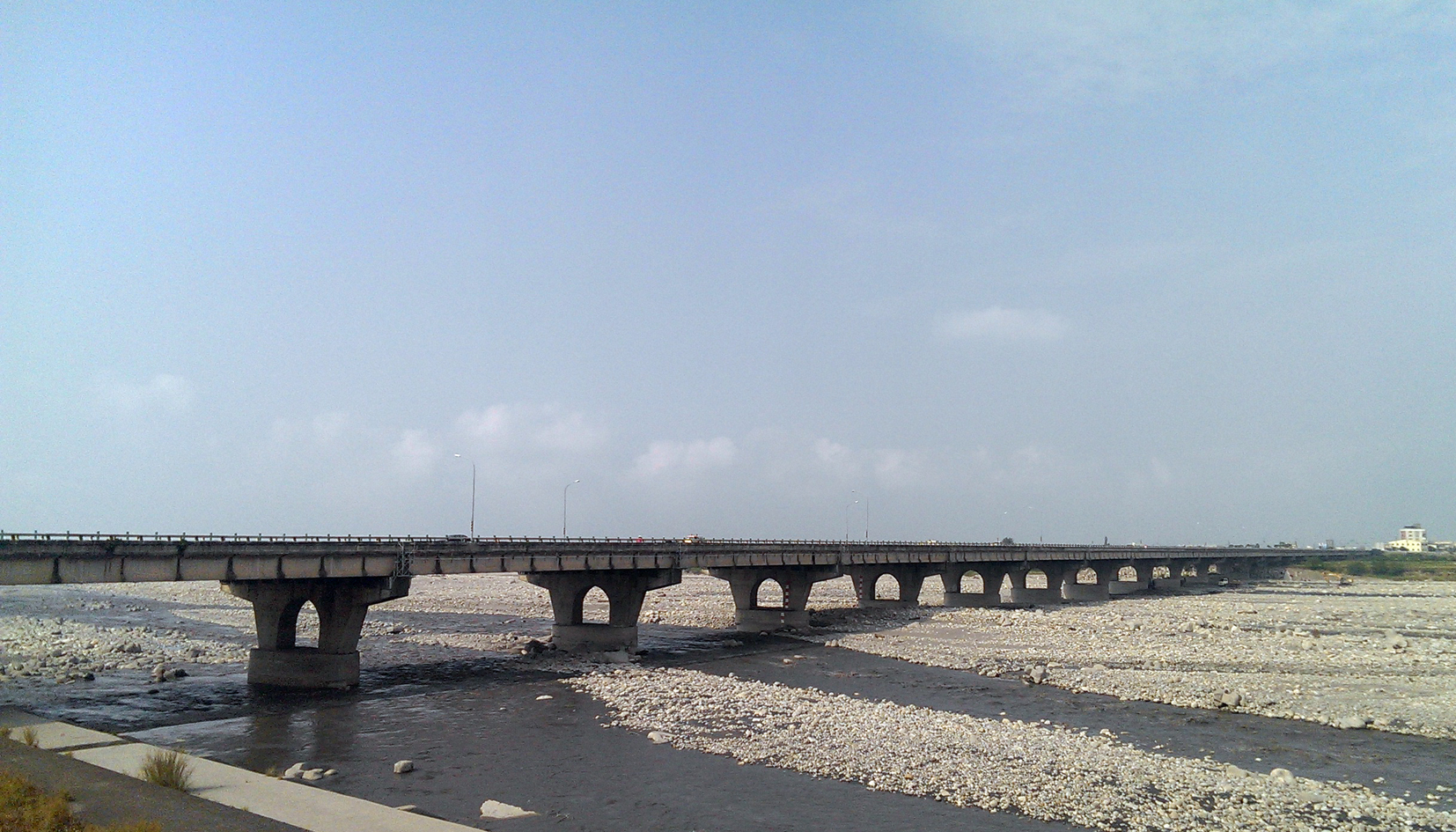
台1線の大安渓橋

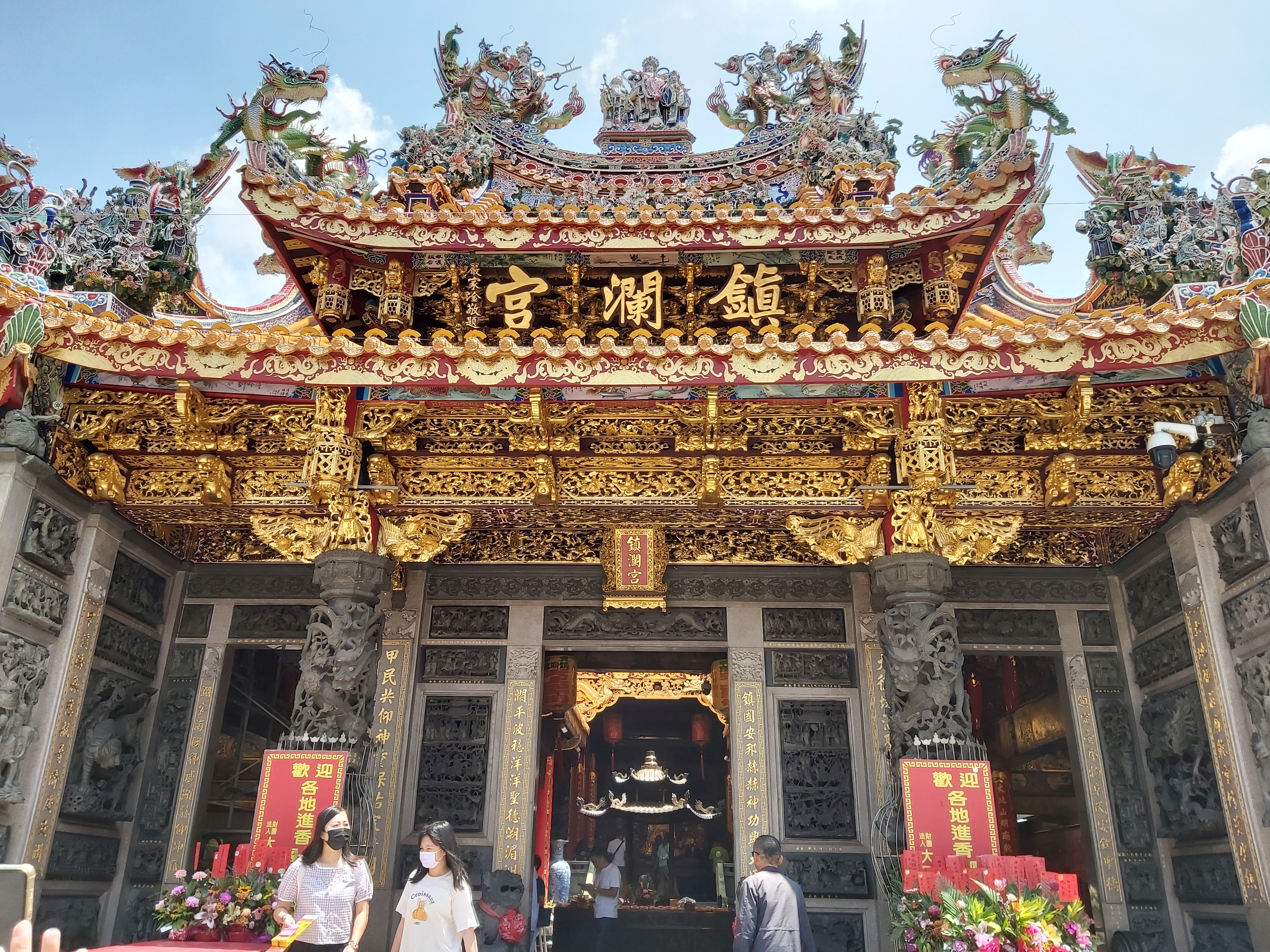
大甲鎮瀾宮

大甲区（ダージア/たいこう-く）は、台中市の市轄区。

## 地理
大甲区は台中市の北西部、大甲渓下流の北岸に位置している。東は外埔区と、西は台湾海峡及び大安区と、南は大甲渓を挟んで清水区と、北は苗栗県苑裡鎮と接している。南北は約8.34km、東西は約9.07kmとなっている。区内には大甲渓と大安渓が南部及び中部に流れている。
気候は亜熱帯気候に属し、年間平均気温は24℃前後、地理条件と季節風の影響を受けるため、春は寒気と暖気が衝突する影響により雨が多く、夏は南西の季節風の影響により、山間部で大量の雨が降ることに加え、台風の影響を受け、非常に湿度が高く、雨量の多い季節となっている。5月～8月までの降水量は平均200mm以上であり、年間降水量の2/3を占める。秋になると9月下旬から2月まで、東北の季節風の影響を受け乾燥し、また強風に見舞われることもしばしばである。そのため沿岸部には強風を避けるための防風林が沿岸部に広がっている。

## 歴史
大甲は漢人が入植する以前は平埔族道卡斯族（Taokas）が居住し、狩猟、耕作が行われていた。当時は大甲附近の平埔族は崩山（蓬山）八社（大甲から苑裡渓一帯の平埔番社の意味）と呼ばれる集落が存在し、大甲地区には大甲東（現在の馬鳴埔）、大甲西（現在の義和里、徳化里）、双寮（建興里）、日南（日南里）の4分社が設けられていた。
漢人の流入は1669年頃に始まったと考えられている。鄭成功が武将の劉国軒を派遣して大甲鉄砧山で屯田を実施したのが始まりである。現在の大甲国中附近の「営盤口」及び鉄砧山の「剣井」という地名がその歴史の名残を現在に留めている。その後清による台湾統治が始まると、台湾への渡航制限を受けたことから開発に盈虚を与えた。しかし1701年に海禁政策が緩和されると漢人による大規模開発が再開され、大甲も例外ではなかった。当時の大甲入植者の大半は福建からの移民であり、特に泉州籍の居民が多数を占めていた。これらの入植者は鹿港より上陸し、北に向かって開墾を進める経路と、大甲の北西5kmの大安港或いは温港より上陸し大安頂九庄、下九庄を経て大甲に至る経路があった。やがて鉄鉆山の裾野に頂店大埔（現在の第一公墓附近）及び社尾頂店一帯に集落が形成されることとなった。当時の大甲地区内の早期集落のうち、北端の集落が比較的早期に発展を見たため、この地区を現在「旧庄」と称されている。
この時期の集落の発展は水利開発と密接な関係を有している。1734年、林成祖は大甲の開発と同時に灌漑整備を図り、1780年には王文清により大甲圳（現在の虎眼大圳）が整備され灌漑面積が飛躍的に向上した。こうして整備された灌漑施設に沿って集落が発展し、入植者の生活も安定したものとなった。このような水利事業は農民個人により開発されるものでなく、規模の大きさから集団での資金と労働力を結集して初めて実現する性格の事業である。また生活水準の向上により社会分業が明確となると同時に交易が出現、これが街へと発展していく。同時に民間信仰を守るために寺廟を中心としたコミュニティーが形成され、集落内の防衛、教育、交易などは寺廟を中心に歯立つするようになった。大甲地区では清初に国姓廟と鎮瀾宮などが建立されている。清代中期以降は住民により寺廟建立が一層に促進され、貞節祠、水神廟、鎮安宮、文昌祠廟などが陸続と建立され、地域発展の中心となっていった。
また大甲街区新庄は大甲渓、大安渓の両河川の中央に位置していたが、比較的多々第二位置していたため水害の被害が少なかった。また大甲新庄は鉄砧山、水尾山の両山の裾野に広がる后里台地に位置し、外埔、后里、豊原などへの交通の要衝としても発展していった。
大甲市街（新庄）は1732年に鎮瀾宮が建廟された後、次第に農村集落から都市へと発展して言った。1787年小廟が重建されると、近隣の農村から居民が集中し商業都市へと発展する契機となり、当時の大甲堡内の経済活動の中心地となった。1816年、鹿港巡検署が大甲に移されると，大甲は南北交通の要衝となり、経済以外に行政の中心としての地位をも獲得するに至った。1827年、林聡、林甲成らが都市の防禦機能と威厳を上場させるために城壁を築くことが提案され、ここに大甲石堡が建築されることとなった。城壁は市内を不規則な形状で囲饒するように建築され、その長さは510丈、高さは2丈に達したとされる。城壁は卵状の石を積み上げたものであり、石同士の隙間には石灰と黒糖、米を混ぜたものを接着剤として用い、城壁上には望楼が設置された。また4門を設置し。東門は現在の文武路公路局に位置し「拱晨」と、西門は現在の孔雀路路嬌姑廟に位置し「観海」と、南門は現在の順天路南門貞節牌坊の北側に位置し「薰風」と、北門は現在の順天路258号、以前の福德寺跡に位置し「湛恩」とそれぞれ命名された（日本統治時代に撤去されている）。1839年に東門義路碑記に記された文章の中に「大甲石堡為淡彰之界，南北之衝。居民稠密商賈輻輳…」の記載があり。この時期大甲は行政都市機能としてばかりでなく、同時に交易が隆盛な商業市街として発展していたと記録されている。
発展を続ける大甲市街であるが、それは台湾の一般的な市街地同様地理環境と集落分布、そして自然条件に依拠した極めて不規則な発展を遂げた有機的なものである。大甲新庄地区の発展は最初大街（現在の順天路）を基礎として、そこから南北に発展を開始した。その後外埔、后里、大安地区の農村集落の畦道と連絡され、そして大安港に荷揚げされた貨物の輸送路が整備され西門街（現在の孔雀路）が形成された。当時の后里一帯と大甲街区の小路は歪曲しており交通に不便であったため、1839年、地元有力者により5m幅の、煉瓦舗装された東門義路建設が行われ、大甲街、西門街、三角街と併せて、当時の商業の中心地を形成した。大甲堡内の状況を見てみると、主要な商業道路としては6尺幅、石敷の大街があげられる。また北門街（現在の文武路から福徳祠間の順天路）にはこめ市が、武営路口（現在の第一市場一帯）には魚市が設けられ、巡検署は現在の順天路電信局に、守備署及び兵営は旧順天国小校跡地に設けられていた。
旧大甲市街は自然成長による小型都市であったが、1895年に日本による統治が始まると、2度にわたる都市計画により大甲は大きな変貌を遂げることとなった。1905年、第1次市区改正により城壁が撤去され、1908年には東門が、翌年南門及び北門と次々に撤去されて言った。1922年、海岸線が開通し大甲に駅が設置されると、駅周辺及び站前路（現在の蒋公路）の開発が進み商業活動はここまで延伸されることとなった。大甲街は旧来の6尺幅から18尺幅の下水道施設を備えた道路に整備され、道路両側の建造物は「大正式」、「昭和式」と称される新式建築として再建されるようになり、中国文化の色彩が薄い景観が出現した。
また1934年には第2次市区改正が実施され、大街（現在の順天路）を中心に東西及び北方へ新たに道路が建設され、碁盤状の都市景観が出現した。また道路幅も大路16.2m、中路12.7m、小路7.25mに規格化され、縦貫公路（現在の中山路）や大安街（現在の文武路）、西門街（現在の孔雀路）などが次々と整備されていった・
台湾の中華民国への編入後は市区は拡大の一途を辿ったが、中心地は鎮瀾宮を中心とする順天路周辺であった。これは大甲の東には山が聳え、地理的条件から発展に限界があったのと、鉄道により東西地区が分断されていたのが原因である。戦後初期の發展は旧城廓内の朝陽、大甲、順天、孔門の4里を基礎に周辺に波及していた。その中でも南に位置する南陽、薰風の2里の発展が最も顕著であり、1960年代にはその発展は西側にも波及し、平安、庄美里が成立した。最後に東側の中山里及び北側の文武里の発展を見るにいたり、1969年になると蒋公路西段に新美里が設けられるに至った。
大甲市街地区は南北に順天路、中山路、東西は文武路、光明路を主軸として市中心部より外部に向かって発展した。戦後は日本統治時代に整備された碁盤状の道路を利用して発展して来たが、1974年に大甲地区の大甲鎮都市計画が提出され、1981年には日南地区での都市計画が発表された。これらの都市計画により日本統治時代の碁盤状の道路の他、台糖鉄道跡地を利用して大規模な外環道路（現在の経国路）が新たに計画され、同時に東西南北それぞれに住宅地と工業地を計画されている。現在では日本統治時代に建設された碁盤状の街区と、新たに建築された新市街が複合的に組み合わされた都市として発展を続けている。

## 経済
- サトイモとシチトウの生産地として有名。
- ジャイアント・マニュファクチャリングの本社所在地があった。

## 行政区
| 地区 | 里 |
| ---- | --- |
| 渓南 | 大甲里、文武里、岷山里、南陽里、義和里、中山里、平安里、奉化里、頂店里、新美里、孔門里、庄美里、武曲里、朝陽里、徳化里、文曲里、江南里、武陵里、順天里、薫風里 |
| 渓北 | 太白里、西岐里、幸福里、福徳里、龍泉里、日南里、孟春里、建興里、銅安里                                                                                         |

## 歴代区長
| 代 | 氏名 | 任期 |
| -- | ---- | ---- |

## 教育

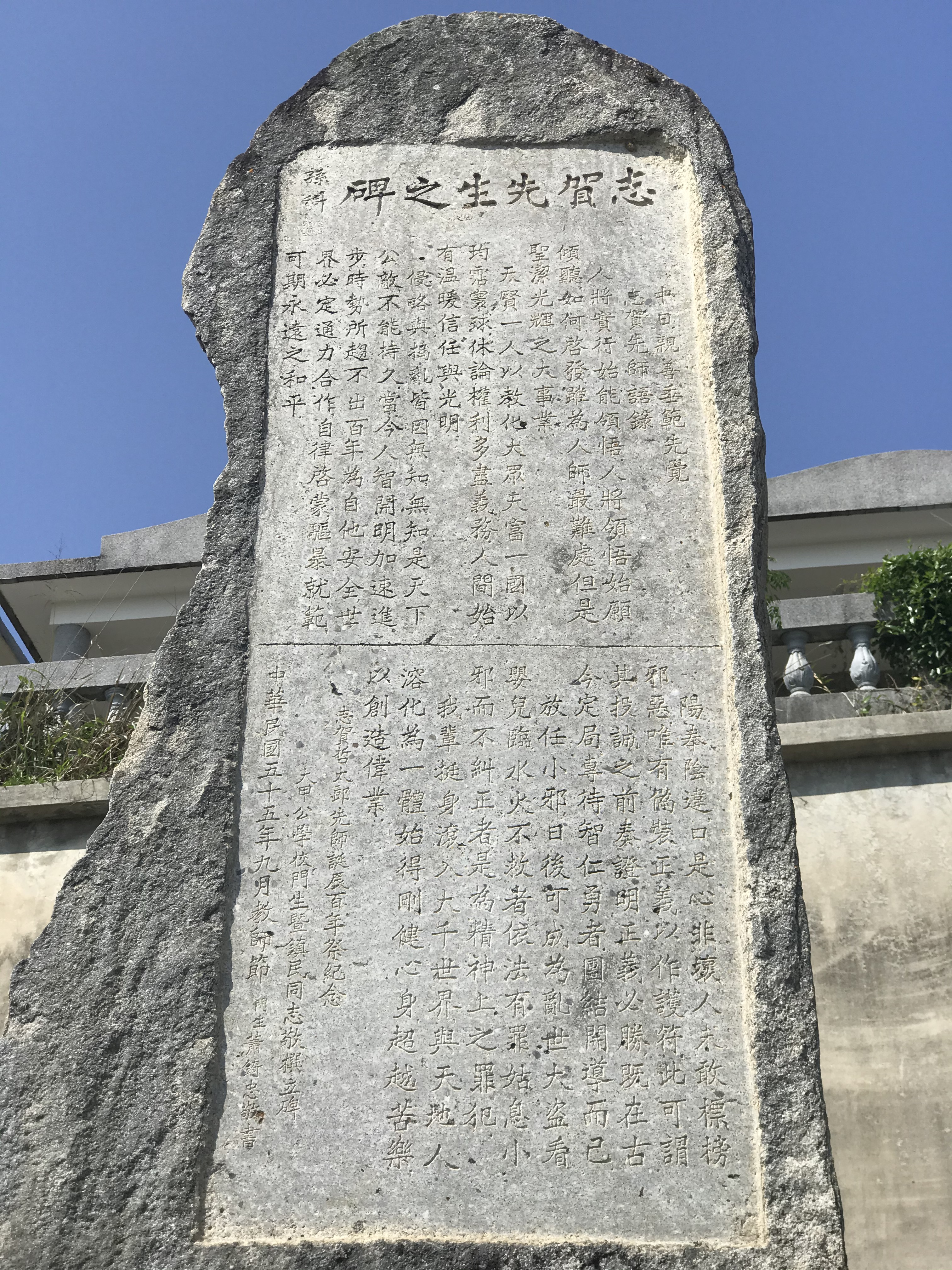
志賀哲太郎紀念碑

### 高級中学
- 台中市立大甲高級中学

### 高級職業学校
- 台中市立大甲高級工業職業学校

### 国民中学
- 台中市立大甲国民中学
- 台中市立日南国民中学
- 台中市立順天国民中学

### 国民小学
| - 台中市大甲区大甲国民小学 - 台中市大甲区東明国民小学 - 台中市大甲区文昌国民小学 - 台中市大甲区東陽国民小学 | - 台中市大甲区華龍国民小学 - 台中市大甲区文武国民小学 - 台中市大甲区徳化国民小学 - 台中市大甲区日南国民小学 - 台中市大甲区西岐国民小学 |

## 交通
| 種別     | 路線名称           | その他        |
| -------- | ------------------ | ------------- |
| 鉄道     | 海岸線             | 大甲駅 日南駅 |
| 高速道路 | フォルモサ高速道路 | 大甲IC 苑裡IC |
| 省道     | 台1線              |               |
| 省道     | 台61線             | 西浜快速公路  |

## 観光

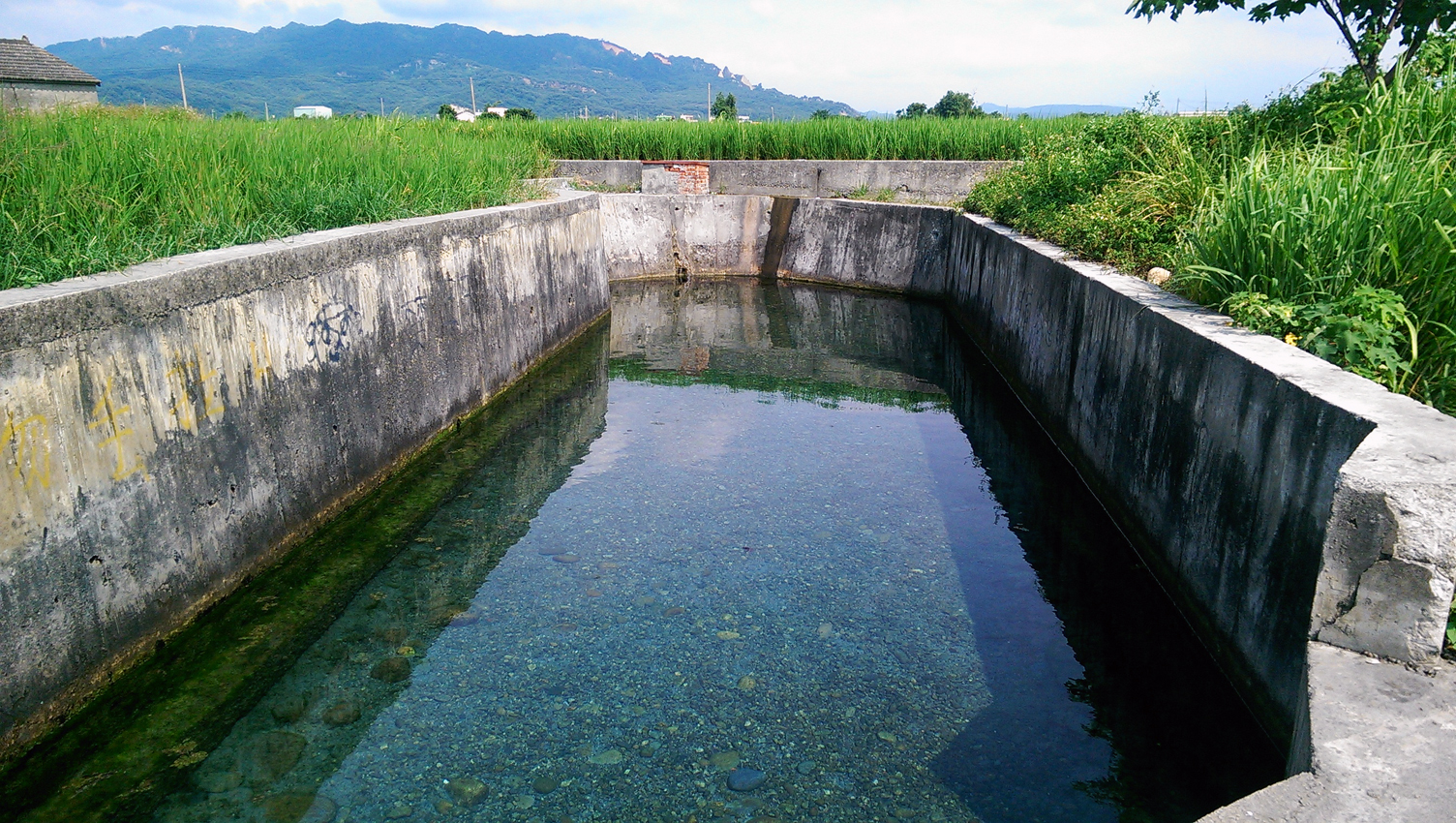
日南冷泉

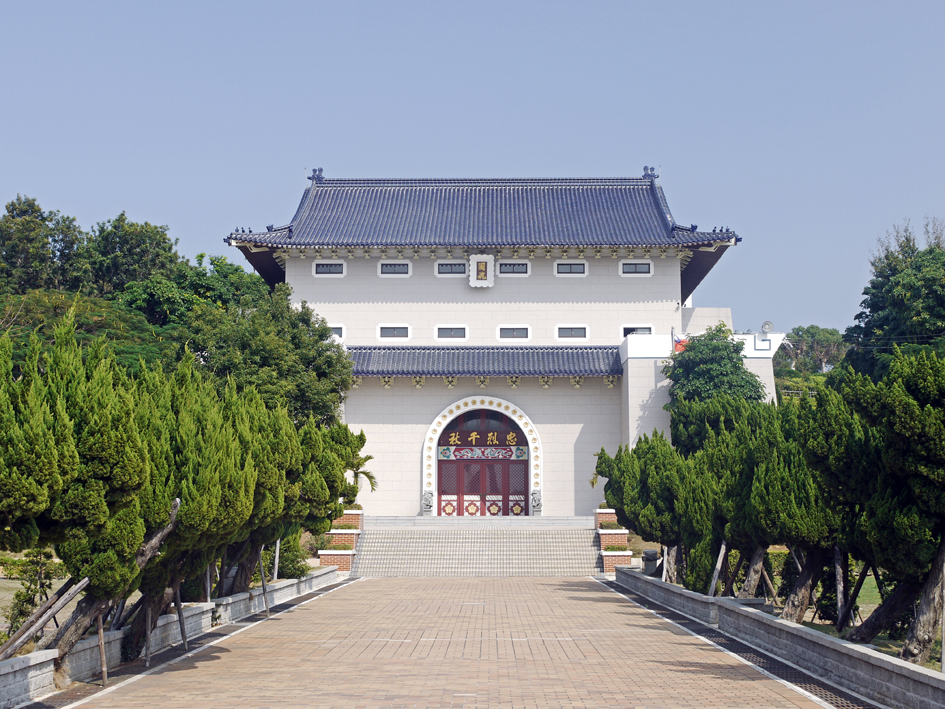
鉄砧山にある台中軍人忠霊祠

- 大甲鎮瀾宮（中国語版）
- 鉄砧山風景特定区（中国語版）
  - 鄭成功記念館
  - 剣井（中国語版）
- 旧大安渓橋
- 帽蓆文物館
- 番仔園文化（中国語版）
- 林氏貞孝坊（中国語版）
- 大甲城（中国語版）
- 蔣公路
- 大甲文昌祠（中国語版）
- 川底トンネル

### 大甲媽祖遶境進香
大甲で最も有力な観光資源としては「大甲媽祖遶境進香」がある。これは大甲鎮瀾宮に祭祀されている媽祖が新港奉天宮を目指すもので、一般には「回娘家（里帰りの意味）」と称されている。全行程8泊9日で徒歩により巡業するもので、その日程は元宵節に籤により決定される。護駕旗鼓、車隊、戯班、繍旗、神偶、媽祖隆重の鑾輿など相当の随行者を従えての出巡の列となる。出巡は彰化市、西螺、土庫を経て嘉義新港に到着し、翌日「祝寿大典」を行なった後に再び大甲に戻る。途中は30余の郷鎮を経由し300kmの行程となっている。出巡期間中は全国の信者が大甲で参拝するなど、台湾の民間信仰の中で重要な地位を占める行事となっている。